# Mussaenda parryorum
Mussaenda parryorum är en måreväxtart som beskrevs av Cecil Ernest Claude Fischer. Mussaenda parryorum ingår i släktet Mussaenda och familjen måreväxter. Inga underarter finns listade i Catalogue of Life.